# Riserva della foresta nebulosa di Monteverde
La Riserva della foresta nebulosa di Monteverde (Reserva Biológica Bosque Nuboso Monteverde) è una riserva privata della Costa Rica situata lungo la Cordillera de Tilarán nelle province di Puntarenas e Alajuela. Fondata nel 1972, la riserva prende il nome dalla vicina città di Monteverde.

## Territorio
Composta da oltre 10 500 ettari (26 000 acri) di foresta nebulosa, la riserva è visitata da circa 70 000 visitatori all'anno. La riserva comprende sei zone ecologiche, il 90% delle quali sono foreste vergini. Una biodiversità estremamente elevata, composta da oltre 2 500 specie di piante (tra cui la maggior concentrazione di specie di orchidee in un unico luogo), 100 specie di mammiferi, 400 specie di uccelli, 120 specie di rettili e anfibi e migliaia di insetti, ha attirato sia scienziati sia turisti.

## Flora

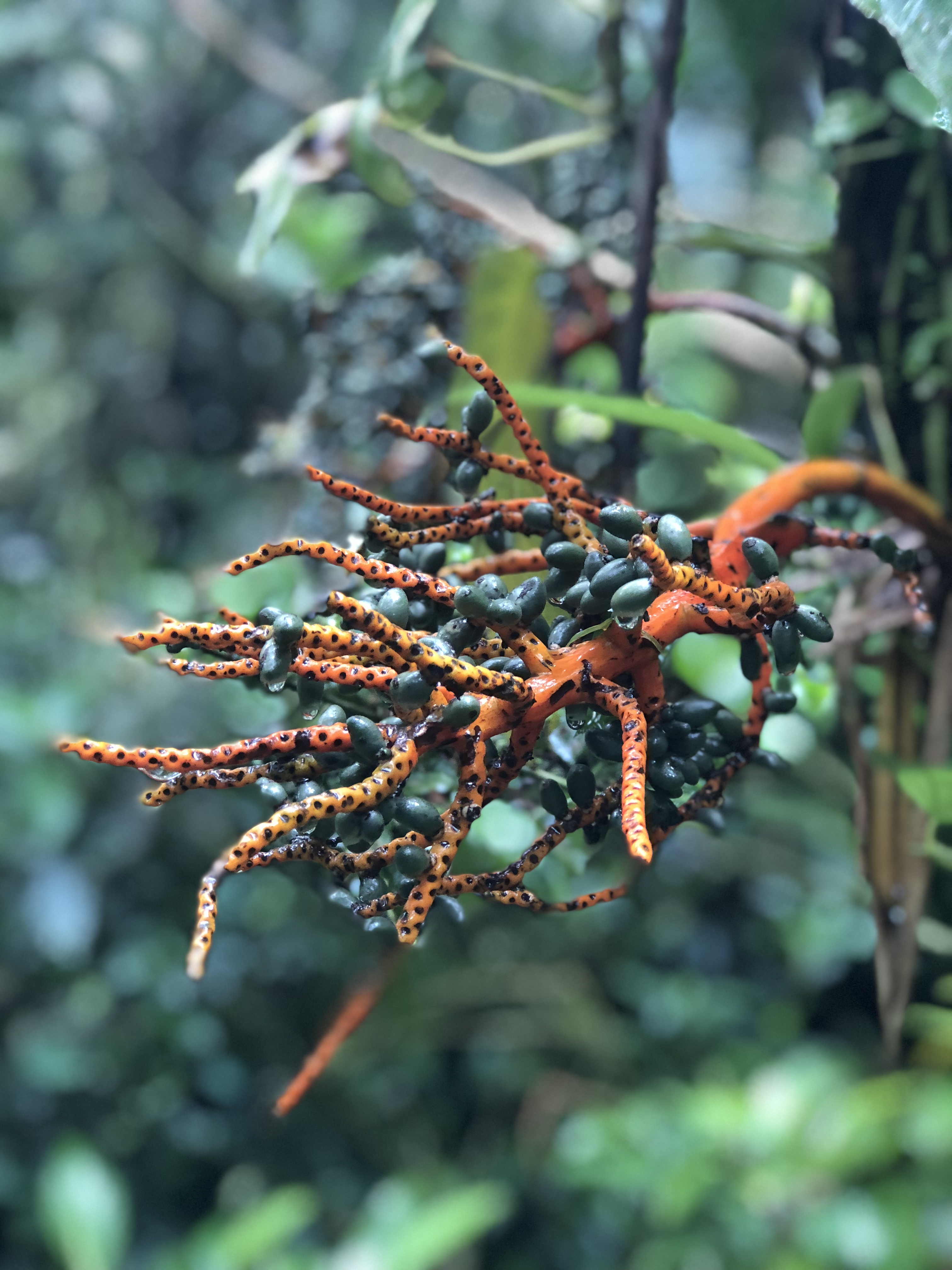

Le piante epifite, che costituiscono il 29% della flora con 878 specie, sono la forma di vita più presente. La regione di Monteverde è anche conosciuta come il sito con il maggior numero di orchidee nel mondo. Il numero totale di specie conosciute supera 500, e di queste, 34 specie scoperte nella Riserva erano nuove alla scienza al momento della loro scoperta.

## Fauna

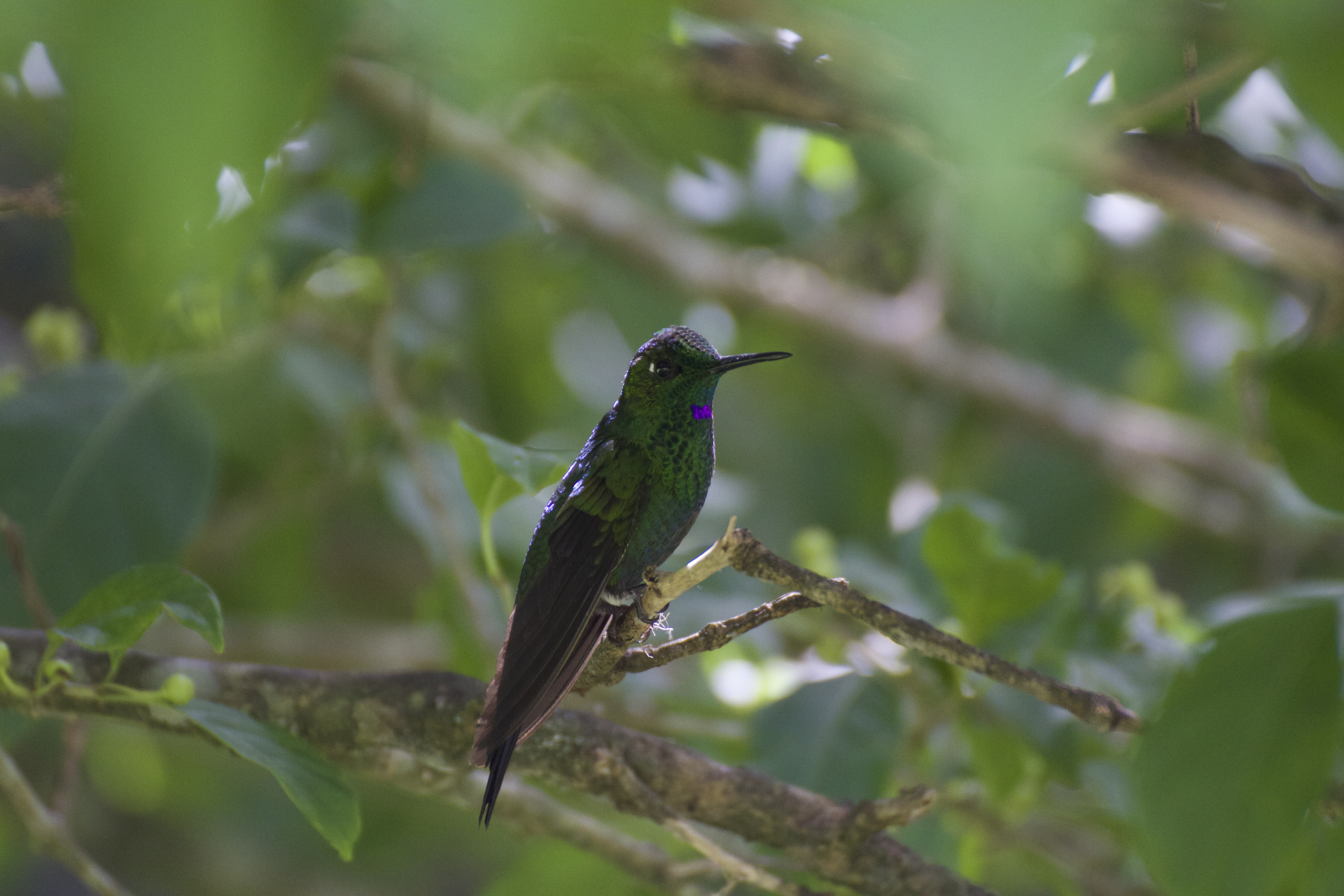
Colibrì nella foresta nebulosa di Monteverde

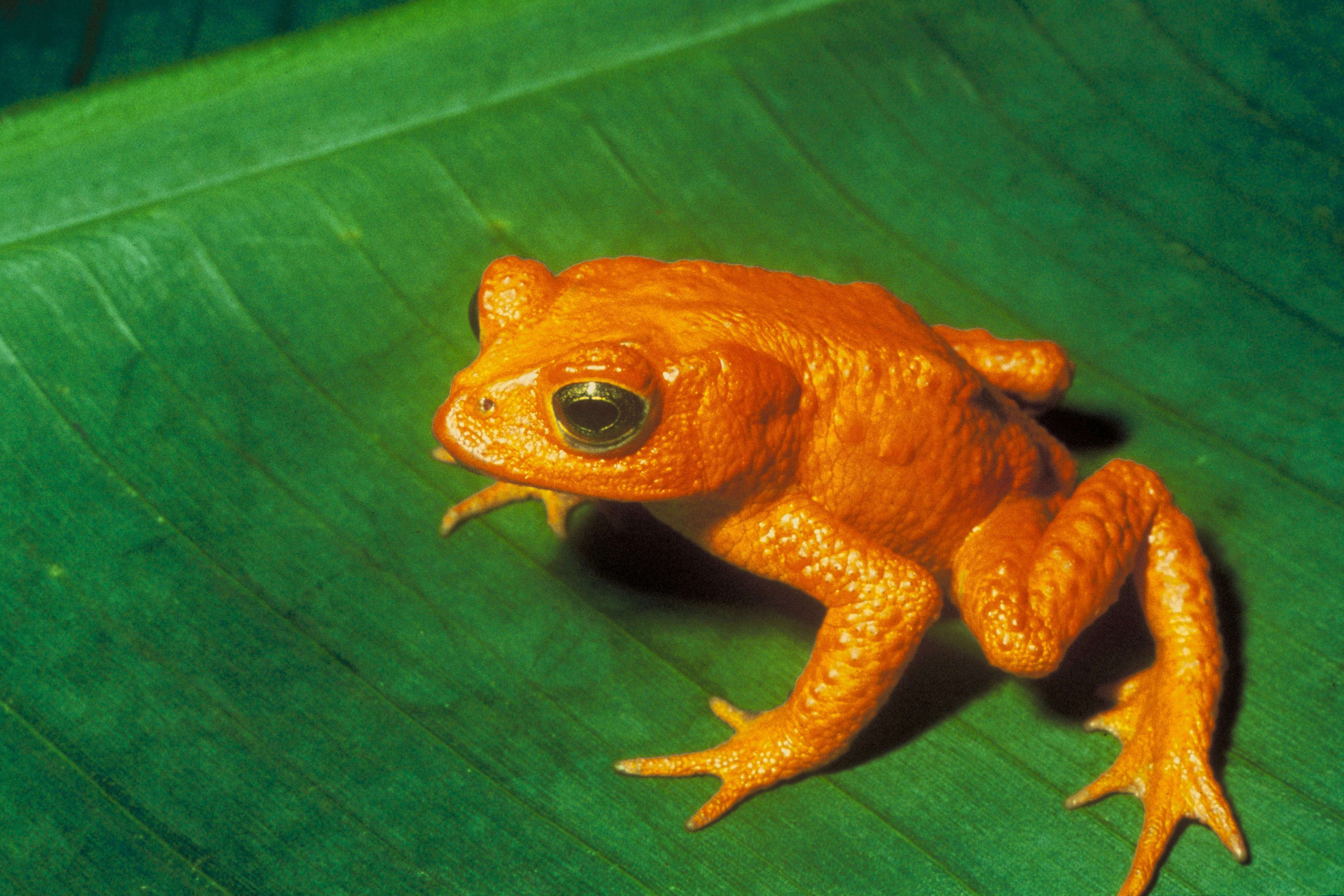
Rospo dorato di Monteverde

Da segnalare l'erpetofauna della zona, con 161 specie di anfibi e rettili.
Monteverde è conosciuta in tutto il mondo come l'habitat del rospo dorato (Incilius periglenes), una specie scomparsa nel 1989.
91 (21%) delle specie di uccelli di Monteverde sono uccelli migratori a lunga distanza, che si riproducono in Nord America e attraversano Monteverde durante la loro migrazione o passano l'inverno nella zona. Tre di queste specie, il nibbio americano codadirondine (Elanoides forficatus), il pigliamosche pirata (Legatus leucophaius) e il vireo giallo-verde (Vireo flavoviridis), si riproducono a Monteverde e migrano in Sud America durante la loro fase non riproduttiva.
Il quetzal risplendente (Pharomachrus mocinno) si sposta stagionalmente dai siti di nidificazione ad altitudini elevate a quote più basse su entrambi i lati dello spartiacque continentale. L'inizio della migrazione del campanaro dalle tre caruncole (Procnias tricarunculatus) è simile a quello del quetzal, con la riproduzione che si verifica vicino allo spartiacque continentale, da marzo a giugno, e seguito da una mossa post-riproduttiva in discesa sul versante pacifico durante i mesi di agosto e settembre.
La maggior parte delle specie di uccelli di Monteverde sono principalmente insettivori, dato che le piante della regione offrono un'ampia varietà di frutta. Le epifite sono risorse importanti sia per i frugivori sia per gli insettivori di Monteverde. Su scala globale, le foreste nebulose di Monteverde ospitano dieci specie di uccelli che sono considerate a rischio di estinzione dall'organizzazione Birdlife International, a causa del loro habitat molto limitato in tutto il mondo.
I mammiferi di Monteverde includono rappresentanti del Nord e del Sud America come specie endemiche. La fauna dei mammiferi della regione comprende sei specie di marsupiali, tre topi muschiati, almeno 58 pipistrelli, tre primati, sette edentati, due conigli, una marmotta, tre specie di scoiattoli, una specie di topo spinoso, almeno quindici specie di ratti e topi dalla coda lunga (famiglia dei muridi); una specie di istrice, una specie di agouti, un cuniculus, due canidi, cinque mustelidi, quattro procyonidi, sei felini, due specie di cinghiali, due specie di cervi e un tapiro.

## Strutture

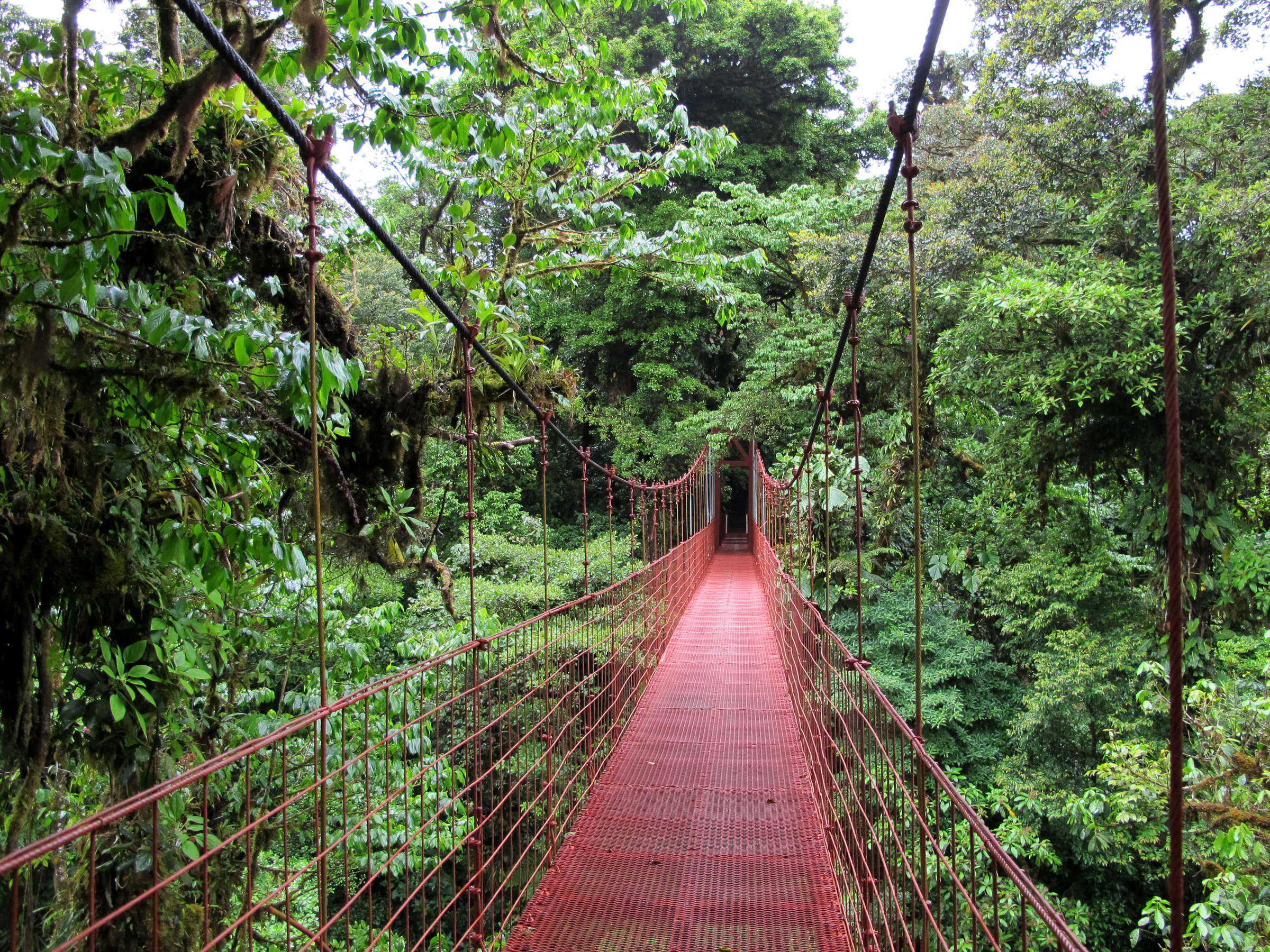
Ponte sospeso nella riserva

Attualmente, la Riserva ha un servizio di autobus che effettua il tragitto cinque volte al giorno tra Monteverde e Santa Elena; ha anche un lodge che ospita fino a 47 visitatori, un piccolo ristorante, un negozio di articoli da regalo, il centro informazioni Monteverde Nature Center, un serpentarium, uno stagno delle rane, una giungla dei pipistrelli e i giardini delle farfalle. Ci sono sentieri ben mantenuti che attraversano la riserva, così come ponti sospesi e linee zip. A volte vengono organizzate escursioni a cavallo.